# 16589 Hastrup
16589 Hastrup è un asteroide della fascia principale. Scoperto nel 1992, presenta un'orbita caratterizzata da un semiasse maggiore pari a 1,9337187 UA e da un'eccentricità di 0,0784371, inclinata di 20,01930° rispetto all'eclittica.